# フリードリヒ・ヴァインブレンナー
フリードリヒ・ヴァインブレンナー（Friedrich Weinbrenner、1766年-1826年）ドイツ人の建築家、都市プランナー。古典主義の建築家として知られ、 自身の手がけた建築の古典主義様式は、ヴァインブレンナー様式とも呼ばれる。
また計画都市カールスルーエの都市建設に貢献した人物。
甥には、1832年にオーブリヒハイムの聖ラウレンティウス教会をてがけた、ヨハン・ルートヴィヒ・ヴァインブレンナーがいる。

## 略歴
大工であった父に弟子入りし仕事を開始。 1788年から、チューリッヒとローザンヌで建築家として経験を積む。1790年にウィーンに渡り、建築学をほとんど独学で学び始める。1790年から1791年に、ウィーンとドレスデンの建築アカデミーで学ぶ。1791年から1792年、ベルリンでパッラーディオ主義の建築に触れ、カール・ゴッタルド・ラングハンス （1732-1808）、デビッド・ギリー （1748-1808）とハンス・クリスチャン・ジェネリ（1763年-1823年）らから建築思想に影響を受けている。
1792年から1797年までイタリアで過ごし、ローマに滞在していたカールルートヴィヒ・フェルノウ（1763年-1808年）のサークルで交流。ローマ、ポンペイ、ヘルクラネウムなどの古代建築の研究にいそしみ、特に、パエストゥムの建築に影響を受ける。
イタリアから帰後、短期でストラスブールとハノーファーなどで働いたが、かつての首都のバーデン公国グランド君主国から中央ドイツ主権国家として1715年に新しく創設された首都カールスルーエに、地位を築くため、カールスルーエ政府に建築設計の職を希望する。こうして、アウクスブルク市庁舎やマルクト広場と辺境伯カール・ヴィルヘルムが眠るピラミッド（Marktplatz mit Pyramide、教会の代わりであった）などを造営し、その後自身が1797年策定に関わった市の都市計画マスタープランで始まる凱旋路（1821年から1825年）など、カールスルーエの街や主だった施設を建設するための責任者になる。
またこのときから後進建築家の指導や古典作品に関する執筆出版、建築スタイルではヴァインブレンナー様式（バーデン古典主義様式）を開発した。1825年には次世代建築家を育成するため、カールスルーエで職業訓練学校の設立にも尽力した。
ヴァインブレンナーの建物のほとんどは、第二次世界大戦で破壊され、現在見られるのは1950年に再建されたものである。

## 代表作
以下はすべて、カールスルーエでのもの。

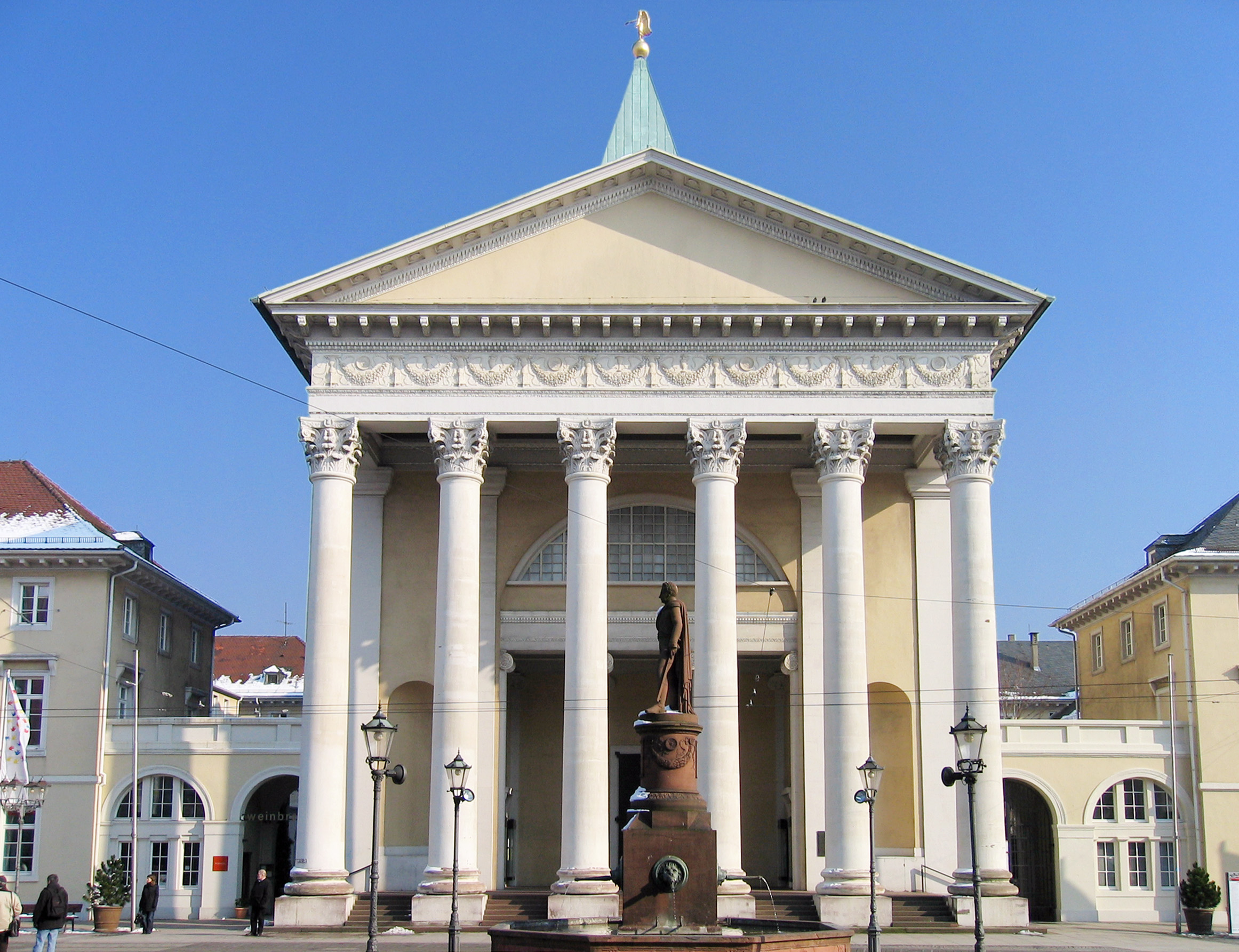
プロテスタント教会

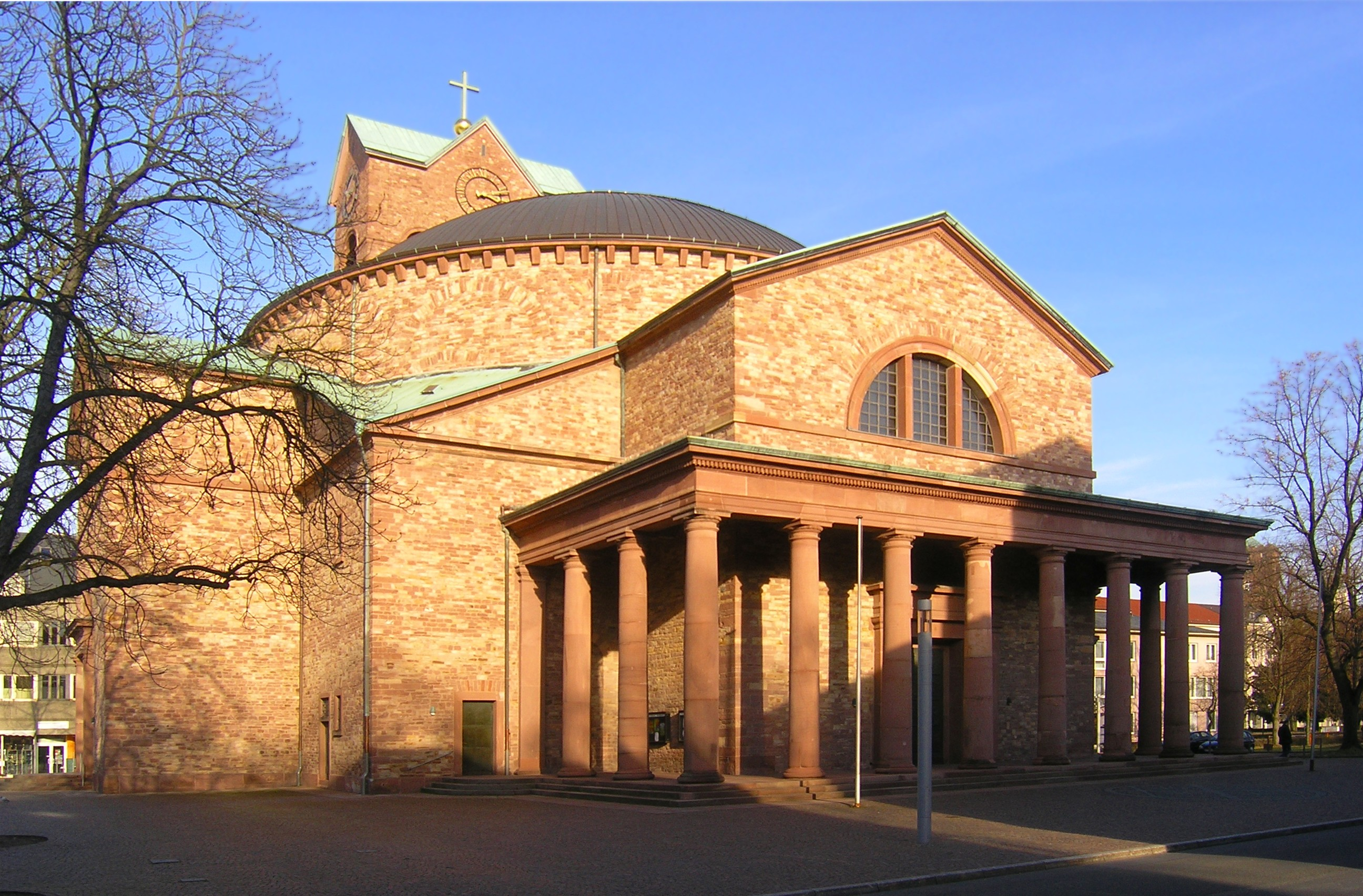
聖ステパノカトリック教会

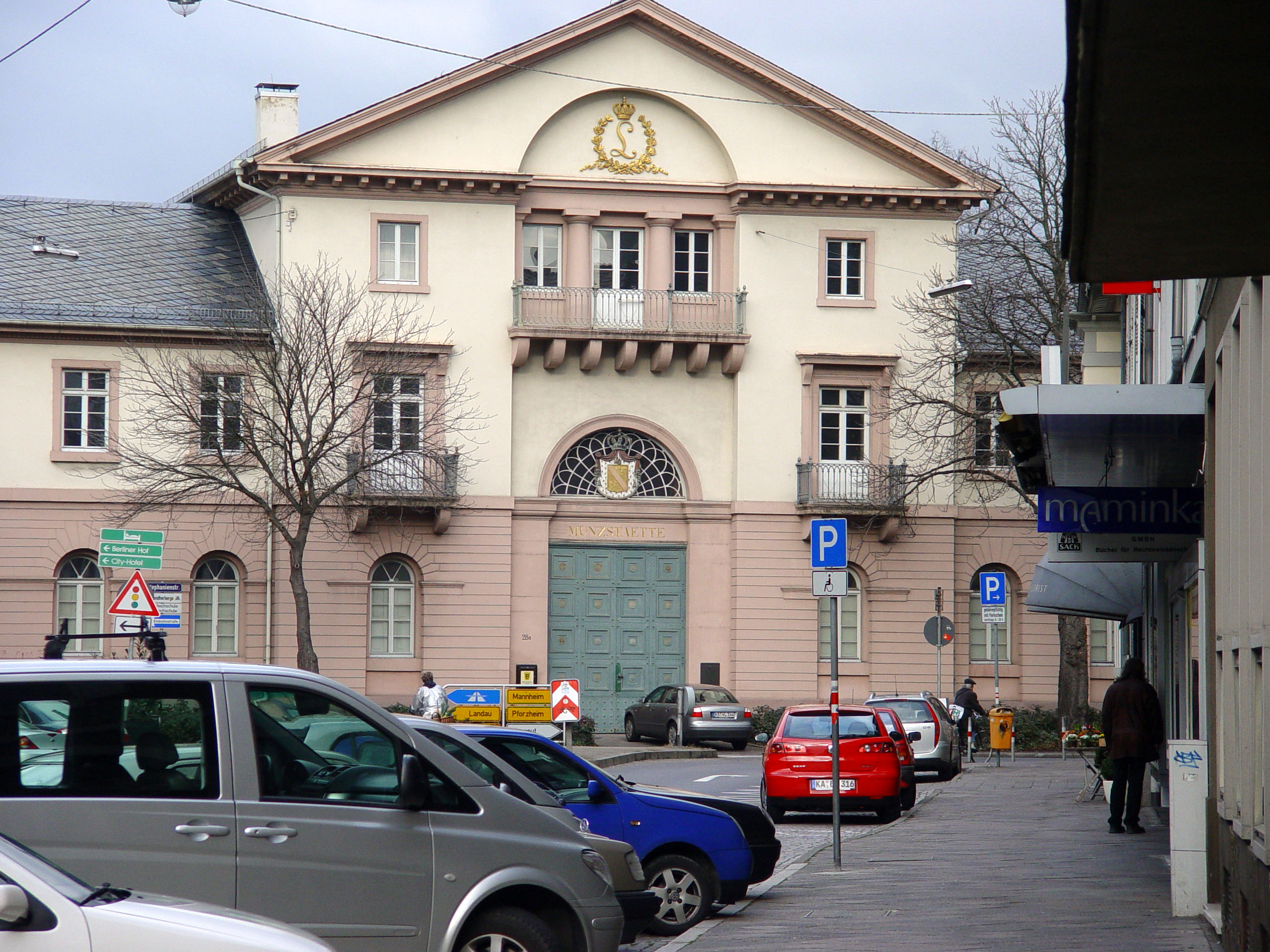
カールスルーエMint

- シナゴーグ（1798年から1800年、1871年消失）
- 宮殿（1803年から1814年、1960年から1963年一部改築）
- カールスルーエ宮廷劇場（1804年から1808年消失、1847年再建）
- ライブラリ （第二次世界大戦で破壊された 1805年）
- シティホール（1805年から1806年。1821年から1825年、ファサードの大規模復興、インテリア大きく変更）
- プロテスタント教会（公認市教会、クラシカルな景観都市として大公宮殿につながるようにデザイン。1807年から1816年、戦争後の再建では現代的なインテリアによる）
- 聖ステパノカトリック教会（1808年から1814年、インテリアは1951年から1955年に再建）
- 19世紀の終わりに破壊された南門再建
- カールスルーエBeiertheim Stephanienbad（1811年、現在は教会）
- 美術館（1813年から1814年消失、1918年再建）
- 西シティゲート （一部取壊。第二次世界大戦で破壊された。1817年から1821年）
- 団地の家（1820年から1822年、1944年に破壊された）
- カールスルーエの造幣局 (1826年から1827年)